# Stranger in Moscow
«Stranger in Moscow» (en español: Extraño en Moscú) es una canción del artista estadounidense Michael Jackson de su noveno álbum de estudio HIStory: Past, Present and Future, Book I (1995). La canción fue lanzada a nivel mundial en noviembre de 1996, pero no fue lanzada en los Estados Unidos hasta agosto de 1997 por Epic Records. La pista fue escrita por Jackson en septiembre de 1993, a la altura de las denuncias de abuso sexual infantil muy publicitadas contra él, mientras que el Dangerous World Tour hacía estadía en Moscú. Originalmente fue escrita como un poema por Jackson, siendo luego adaptada en una canción. 
El video musical de la canción representa la vida de seis individuos, incluyendo a Jackson, que se quedan aislados y desconectados del mundo que los rodea. Esta es la canción más baja de Jackson en el Billboard Hot 100, alcanzando el puesto número 91, aunque figuró en el top 10 en numerosos países de todo el mundo, incluyendo Australia, Italia, Nueva Zelanda, España, Suecia y el Reino Unido. La canción se interpretó en el HIStory World Tour entre 1996 y 1997. Ha sido versionada algunas veces por otros artistas. La canción estaba incluida en el This Is It del 2009-2010 cómo remplazo de Human Nature en algunas fechas.

## Contexto, producción y música
En el libro The Many Face Of Michael Jackson, el autor Lee Pinkerton, como muchos otros críticos, señaló que las canciones de HIStory como "Stranger in Moscow" fueron la respuesta de Jackson a los recientes acontecimientos en su vida personal. En 1993, la relación entre Jackson y la prensa se agrió totalmente cuando fue acusado de abuso sexual infantil. Aunque nunca fue acusado de un crimen, Jackson fue objeto de intenso escrutinio de los medios de comunicación mientras se llevaba a cabo la investigación criminal. Las quejas sobre la cobertura y los medios incluían el uso de titulares sensacionalistas para atraer a lectores y espectadores cuando el contenido en sí no apoyaba el titular, aceptando historias de la sud criminal de Jackson a cambio de dinero, aceptando material filtrado de la policía Investigación a cambio de dinero pagado, deliberadamente usando imágenes de la aparición de Jackson en sus malos momentos anímicos, una falta de objetividad y el uso de titulares que implicaba fuertemente la culpa de Jackson.
En ese momento, Michael dijo de la reacción de los medios de comunicación: "Voy a decir que estoy particularmente molesto por el manejo de la cuestión por los medios de comunicación increíble, terrible En cada oportunidad, los medios de comunicación ha disecado y manipulado estas acusaciones para llegar a sus propias conclusiones ". Pocos meses después de que las acusaciones llegaran a ser noticia, Jackson había perdido aproximadamente 10 libras (4.5 kilogramos) en peso y había parado de comer. La salud de Jackson se había deteriorado en la medida en que canceló el resto de su Dangerous World Tour y entró en rehabilitación. Jackson reservó el cuarto piso entero de la clínica, y fue puesto en un Valium IV para destetarlo de analgésicos. El portavoz del cantante dijo a periodistas que Jackson "apenas podía funcionar adecuadamente en un nivel intelectual". Mientras estaba en la clínica, Jackson participó en sesiones de terapia de grupo y uno-a-uno.
Cuando Jackson dejó los EE. UU. para entrar en rehabilitación, los medios de comunicación mostraron al cantante poca simpatía. El Daily Mirror realizó un concurso "Spot the Jacko", ofreciendo a los lectores un viaje a Walt Disney World si pudieran predecir correctamente dónde aparecería el actor. Un titular de Daily Express decía: "La Estrella del Tratamiento de Drogas se enfrenta a la vida en la carrera", mientras un titular de News of the World acusó a Jackson de ser un fugitivo. Estos tabloides también falsamente alegaron que Jackson había viajado a Europa para tener la cirugía estética que lo haría irreconocible en su vueltado de un crimen. 
"Stranger in Moscow" es una balada de R & B, escrita por Jackson en 1993 durante su parada en el Dangerous World Tour en Moscú. La parte instrumental de la canción se basa en el tema de créditos finales de Sonic the Hedgehog 3 (1994), un videojuego que Jackson y su teclado de viaje Brad Buxer fueron traídos a componer música para. Jackson abandonó el proyecto después de que surgieran escándalos en torno a este momento. La letra de la canción se basa en un poema escrito por Jackson. Una guitarra del fondo fue tocada por Steve Lukather mientras que los teclados, los sintetizadores y el bajo se acreditan a David Paich ya Steve Porcaro. Originalmente, HIStory fue planeado como un lanzamiento de grandes éxitos, con algunas pistas nuevas. Sin embargo, Jackson y sus colaboradores estaban tan contentos con el resultado de "Stranger in Moscow" que decidieron dar a HIStory un álbum de estudio completo como el segundo disco. [20] Jackson utilizó elementos de imágenes y simbolismo rusos para ayudar a promover el concepto de miedo y alienación en la pista, de manera similar al álbum de Simply Red, Love and the Russian Winter, varios años después. Concluye con una narración, hablada en ruso, por un interrogador de la KGB (Ed Wiesnieski). La narración, traducida al inglés, es: "¿Por qué has venido de Occidente ?, ¡confiesa!, robar los grandes logros del pueblo, los logros de los trabajadores ..."

## Recepción de la crítica
Stranger in Moscow tiene un tempo de 66 latidos por minuto, por lo que es una de las canciones más lentas de Jackson. La canción recibió elogios de los revisores y productores de música. James Hunter de Rolling Stone comentó: "Jackson está enojado, torturado, inflamado, furioso por lo que él llama, en 'Stranger in Moscow', una 'rápida y repentina caída de gracia'... HIStory se siente como el trabajo de alguien con un mal caso de nostalgia de la novela de suspense. Ocasionalmente este foco hacia atrás trabaja a la ventaja de Jackson: En "extraño en Moscú" recuerda el sintetizar-estallido 80s mientras que construye las demandas destrozadas del peligro y de la soledad que rivalizan cualquier dolor del rocker Seattle".
Jon Pareles, del New York Times, declaró: "Las baladas son muy melódicas." Stranger In Moscow, con letras extrañas como "La tumba de Stalin no me dejará estar", tiene un coro magnífico para la repetida pregunta "¿Cómo se siente ? ". Fred Shuster del Daily News de Los Ángeles lo describió como "una exuberante, magnífica balada de teclas menores con uno de los estribillos más desagradables del álbum".
Stephen Thomas Erlewine de AllMusic notó de HIStory que "Jackson produce un pop bien elaborado que se clasifica con su mejor material ... 'Stranger in Moscow' es una de sus baladas más frecuentadoras. Bruce Swedien ha descrito "Stranger in Moscow" como una de las mejores canciones que Jackson había hecho alguna vez. Patrick Macdonald de The Seattle Times describió "Stranger in Moscow" como "una bonita balada intercalada con sonidos de lluvia". Cuando se sintió que la canción había representado con éxito "la soledad extraña" y fue caracterizada como hermosa por Josephine Zohny de PopMatters. Tom Molley de Associated Press lo describió como "una descripción etérea y emocionante de un hombre herido por Una "caída rápida y repentina de la gracia" caminando en la sombra del Kremlin ".
Chris Willman, de Los Angeles Times, declaró que "Stranger in Moscow" está un paso alejado de la paranoia enfocada de gran parte del resto del álbum, más parecido al temor más profundo y confuso de un pasado perenne como Billie Jean. Se imagina a sí mismo ya la deriva en una Rusia psíquica, pre-glasnost, cazada por una KGB invisible: «Aquí abandonada en mi fama / Armageddon del cerebro», canta en los sombríos versos constrictos, antes de que una coda arrolladora retroceda cuatro minutos Y el tálamo de repente rompe su frío para llorar sobre una soledad desolada, inconsolable Aquí, en esta canción, es el verdadero genio - y probablemente la personalidad real - de Michael Jackson ".
Rod Temperton, uno de los compositores de Jackson de su carrera anterior, cree que esta es su mejor canción.

## Video musical
El video musical de la canción, dirigido por Nick Brandt, y filmado en Los Ángeles, se concentra alrededor de seis personas no relacionadas que viven en un paisaje urbano mientras el resto del mundo se mueve alrededor de ellos en cámara lenta. La primera mitad del video introduce estas cifras. Cinco de las figuras son un hombre que mira hacia la ciudad desde la ventana de su dormitorio, una mujer sentada sola en una cafetería, un hombre sin hogar tendido en la calle húmeda, una figura solitaria que alimenta palomas y un niño condenado al ostracismo de un juego de béisbol . La sexta cifra es el propio Jackson, visto caminando por las calles de la ciudad mientras canta. Efectos especiales se utilizan para mostrar pájaros y avispas volando, rotura de vidrio y derrame de café, todo en cámara lenta.
En la segunda mitad del videoclip, la lluvia cae sobre la ciudad y los ciudadanos intentan huir, todos nuevamente vistos a cámara lenta. Desde la seguridad del refugio, los seis "extraños" miran intentos inútiles de todos para evitar el cambio repentino en el tiempo. Eventualmente deciden ir fuera, donde miran hacia el cielo y permiten que la lluvia los empape. El video termina con Michael azotando su cabello. Durante esta escena, se oye una voz suave en ruso, una referencia a Moscú.
El biógrafo de Jackson, J. Randy Taraborrelli, ha declarado que el video se basa en la vida real de Jackson. Solía caminar solo por la noche buscando nuevos amigos, incluso en el pico de su popularidad musical. Los años ochenta lo vieron profundamente infeliz; Jackson explicó: "Incluso en casa, estoy solo, me siento en mi habitación a veces y lloro, es muy difícil hacer amigos ... A veces me paseo por el barrio por la noche, esperando encontrar a alguien con quien hablar. Acabo de llegar a casa.

## Puesta en escena
La puesta en escena de Stranger in Moscow durante el HIStory World Tour, tomó el lugar de Human Nature del Dangerous World Tour.
Dicha coreografía comienza con Jackson, vestido con una chaqueta y pantalones dorados, haciendo diversos movimientos de robótica, seguido de la canción. En mitad de la canción, comienza la parte instrumental donde Jackson demuestra nuevamente sus movimientos de pantomima y/o robóticos durante 30 segundos. La parte instrumental es seguida por parte de la letra de la canción y al final de ésta, Jackson nuevamente demuestra movimientos robóticos. Él iba a interpretar nuevamente esta canción en This Is It, para usar como variante de Human Nature en algunos conciertos.

## Lista de canciones

### CD Maxi Single - Austrian
1. Stranger In

- Datos: Q301027